# 亚明
亚明（1924年—2002年），原名叶家炳，号敬植，安徽合肥人，中国美术家协会原常务理事，江苏省国画院原副院长，南京大学教授，“新金陵画派”的代表画家。